# Kuren
Kuren (en rus: Курень) és un poble de l'óblast d'Ivànovo, a Rússia, que en el cens del 2010 tenia 101 habitants.